# 菜园子镇
菜园子镇，是中华人民共和国吉林省长春市德惠市下辖的一个乡镇级行政单位。

## 行政区划
菜园子镇下辖以下地区：
前进社区、永生社区、惠心园社区、菜园子村、张家沟村、姚家村、四合村、新立村、胜利村、田家村、潮沟沿村、团结村、大沙坨子村、套子里村、大泡秀村、白鱼村、塘沽村和镇江村。